# Раде Радивоевич
Раде Радивоевич, известен като Войвода Душан Вардарски (на сръбски: Раде Радивојевић, војвода Душан Вардарски), е сръбски революционер, деец на сръбската въоръжена пропаганда в Македония от началото на XX век.

## Биография
Раде Радивоевич е роден през 1874 година в племето Васойевичи, населяващо едноименната област в днешна Черна гора, тогава в Османската империя. Завършва богословско-педагогическо училище в Призрен, след което е назначен да работи в сръбското училище във Велес.
През 1905 година се присъединява към четата на Йован Бабунски, а скоро след това оглавява собствена чета. До 1906 година води сражения в Кичевско, Прилепско, Велешко заедно с четите на Глигор Соколов, Стефан Недич, Василие Търбич, Тренко Руянов, Йован Долгач, Михаил Йосифов и Михаил Йованович. В края на 1906 година се изтегля с четата си в Сърбия на почивка, като в началото на 1907 година се завръща в Македония. Действа в Поречието и Азот, където среща сериозна съпротива на четите на ВМОРО.
През март 1907 година заедно с Драголюб Николич се прехвърля с четата през Кумановско в Косово, за да подпомогне сръбските чети в борбите им с турската армия. Четниците му са преоблечени като албанци при прехода си, но са разкрити на 30 юни/14 юли 1907 година при косовското село Пасяне, след което се скриват в селската църква, но при завързалото се сражение войводата и повечето четници загиват, трима други са пленени и осъдени на затвор.